# Maison d'Amin
La maison d'Amin est une maison célèbre historique à Ispahan, en Iran. La maison fut construite dans l'ère kadjar.